# Lokasläktet
Lokasläktet (Heracleum) är ett växtsläkte inom familjen flockblommiga växter. Det beskrevs av Carl von Linné i Species Plantarum 1753.
Släktet har cirka 80–90 arter, de flesta i tempererade områden på norra halvklotet.

## Beskrivning
De flesta av lokasläktets arter är mycket högväxta, och flera av dem odlas på grund av sin ståtlighet som prydnadsväxter. De är fleråriga eller ibland tvååriga, med vita, gröna eller rosa blommor.
Lokornas blomflockar saknar för det mesta allmänt svepe men har ett väl utbildat enskilt svepe. Särskilt utmärkande för släktet är de tydligt framträdande oljekanalerna på fruktens yta.
Släktet är svårhanterligt systematiskt, både när det gäller att avgränsa det från andra släkten och att dra gränser mellan arterna i släktet. Till exempel räknas de båda i Norden förekommande underarterna av björnlokan, vit björnloka H. sphondylium ssp. sphondylium och sibirisk björnloka, H. sphondylium ssp. sibiricum, ibland som skilda arter.

## Utbredning
Släktets arter förekommer framför allt i tempererade områden på norra halvklotet. De flesta av dem finns i de östra delarna av Asien.
I Norden är björnlokan (H. sphondylium) ursprunglig; flera andra arter, däribland jätteloka (H. mantegazzium) och tromsöloka (H. persicum), har förts in med trädgårdsodling och naturaliserats.

## Arter
Catalogue of Life anger 84 giltiga arter i lokasläktet, medan Plants of the World Online anger 90. Nedan följer de arter som Plants of the World anger som giltiga:
- Heracleum abyssinicum
- Heracleum aconitifolium
- Heracleum akasimontanum
- Heracleum albovii
- Heracleum amanum
- Heracleum angustisectum
- Heracleum anisactis
- Heracleum antasiaicum
- Heracleum apiifolium
- Heracleum argaeum
- Heracleum asperum
- Heracleum austriacum
- Heracleum bhutanicum
- Heracleum biternatum
- Heracleum candicans
- Heracleum carpaticum
- Heracleum chorodanum
- Heracleum crenatifolium
- Heracleum cyclocarpum
- Heracleum dalgadianum
- Heracleum dissectifolium
- Heracleum dissectum
- Heracleum egrissicum
- Heracleum elgonense
- Heracleum fargesii
- Heracleum forrestii
- Heracleum franchetii
- Heracleum freynianum
- Heracleum gorganicum
- Heracleum grandiflorum
- Heracleum hemsleyanum
- Heracleum henryi
- Heracleum humile
- Heracleum incanum
- Heracleum jacquemontii
- Heracleum kansuense
- Heracleum kingdonii
- Heracleum kurdistanicum
- Heracleum lehmannianum
- Heracleum leskovii
- Heracleum ligusticifolium
- Heracleum likiangense
- Heracleum mantegazzianum
- Heracleum maximum
- Heracleum moellendorffii
- Heracleum nyalamense
- Heracleum oncosepalum
- Heracleum oreocharis
- Heracleum orphanidis
- Heracleum ossethicum
- Heracleum paphlagonicum
- Heracleum pastinaca
- Heracleum pastinacifolium
- Heracleum persicum
- Heracleum peshmeniana
- Heracleum piliferum
- Heracleum pinnatum
- Heracleum platytaenium
- Heracleum ponticum
- Heracleum pubescens
- Heracleum pumilum
- Heracleum rapula
- Heracleum rawianum
- Heracleum rechingeri
- Heracleum roseum
- Heracleum scabridum
- Heracleum scabrum
- Heracleum schansianum
- Heracleum schelkovnikowii
- Heracleum sibiricum
- Heracleum sommieri
- Heracleum sosnowskyi
- Heracleum souliei
- Heracleum sphondylium
- Heracleum stenopteroides
- Heracleum stenopterum
- Heracleum subglabrum
- Heracleum subtomentellum
- Heracleum sumatranum
- Heracleum taylorii
- Heracleum tilliifolium
- Heracleum trachyloma
- Heracleum vicinum
- Heracleum villosum
- Heracleum wenchuanense
- Heracleum wilhelmsii
- Heracleum wolongense
- Heracleum woodii
- Heracleum xiaojinense
- Heracleum yungningense